# Adam Malina
Adam Malina (ur. 9 września 1966 w Cieszynie) – polski duchowny luterański, od 1997 proboszcz Parafii Ewangelicko-Augsburskiej w Katowicach-Szopienicach, doktor nauk teologicznych, od 2017 prezes XIV Synodu Kościoła Ewangelicko-Augsburskiego w RP.

## Życiorys
Ukończył Chrześcijańską Akademię Teologiczną w Warszawie w 1991, następnie zostaje skierowany do pracy w parafii ewangelickiej w Katowicach-Szopienicach. 26 lipca 1992 został ordynowany przez ks. bpa Jana Szarka na duchownego Kościoła Ewangelicko-Augburskiego. Po przejściu na emeryturę dotychczasowego proboszcza parafii w Katowicach-Szopienicach, zostaje proboszczem tejże parafii oraz proboszczem administratorem „Szopienickiego Ośrodka Parafialnego”, w skład którego wchodzą: Parafia Ewangelicko-Augsburska w Lędzinach, Parafia Ewangelicko-Augsburska w Mysłowicach oraz Parafia Ewangelicko-Augsburska w Sosnowcu.
Od 2001 jest delegatem duchownych do Synodu Kościoła, gdzie od 2008 jest przewodniczącym Komisji ds. Liturgii i Muzyki Kościelnej oraz od 2014 był członkiem Rady Synodalnej Synodu Kościoła XIII kadencji. 22 kwietnia 2017 w Warszawie na I sesji Synod Kościoła XIV kadencji wybrał go na Prezesa Synodu. 15 kwietnia 2023 roku na I sesji Synodu Kościoła XV kadencji został ponownie wybrany na to stanowisko.
Przewodniczy Redakcji Programów Religijnych, Komisji Mediów Polskiej Rady Ekumenicznej, Zarządowi Oddziału Krajowego Światowej Federacji Luterańskiej. Redaktor naczelny portalu luteranie.pl do 30 czerwca 2018.
18 grudnia 2014 obronił na Wydziale Teologicznym ChAT pracę doktorską pt. „Pieśń kościelna w ewangelickiej edukacji religijnej”. Jej promotorem był ks. bp Marcin Hintz, zaś recenzentami ks. dr hab. Jacek Bramorski, prof. Akademii Muzycznej w Gdańsku i prof. dr hab. Włodzimierz Wołosiuk (ChAT).
Żonaty z Barbarą z domu Sztyper, ma trójkę dzieci.